# Tony van Diepen
Tony van Diepen (ur. 17 kwietnia 1996 w Alkmaarze) – holenderski lekkoatleta, sprinter specjalizujący się w biegu na 400 metrów i 800 metrów.
Zdobył brązowy medal na Halowych Mistrzostwach Europy w Lekkoatletyce 2019 ustanawiając wynikiem 46,13 rekord kraju, natomiast w kolejnej edycji halowego czempionatu w Toruniu zdobył złoto w biegu rozstawnym 4 × 400 metrów i srebro w biegu 400 metrów. W 2021 zdobył srebrny medal w sztafecie 4 × 400 metrów podczas igrzysk olimpijskich w Tokio. Podczas światowego czempionatu w Eugene (2022) wraz z reprezentacją zdobył srebrny medal w sztafecie mieszanej, a indywidualnie brał udział w półfinale biegu na 800 metrów. 

## Osiągnięcia
| Rok  | Impreza                        | Miejsce    | Konkurencja        | Lokata     | Wynik   |
| ---- | ------------------------------ | ---------- | ------------------ | ---------- | ------- |
| 2013 | Mistrzostwa Europy juniorów    | Rieti      | bieg na 800 m      | eliminacje | 1:53,44 |
| 2014 | Mistrzostwa świata juniorów    | Eugene     | bieg na 800 m      | półfinał   | 1:50,86 |
| 2015 | Mistrzostwa Europy juniorów    | Eskilstuna | bieg na 800 m      | półfinał   | 1:53,60 |
| 2017 | Halowe mistrzostwa Europy      | Belgrad    | bieg na 400 m      | eliminacje | 48,57   |
| 2017 | Młodzieżowe mistrzostwa Europy | Bydgoszcz  | bieg na 800 m      | eliminacje | 1:50,38 |
| 2018 | Mistrzostwa Europy             | Berlin     | sztafeta 4 × 400 m | eliminacje | 3:04,93 |
| 2019 | Halowe mistrzostwa Europy      | Glasgow    | bieg na 400 m      | 3. miejsce | 46,13   |
| 2021 | Halowe mistrzostwa Europy      | Toruń      | bieg na 400 m      | 2. miejsce | 46,25   |
| 2021 | Halowe mistrzostwa Europy      | Toruń      | sztafeta 4 × 400 m | 1. miejsce | 3:06,06 |
| 2021 | World Athletics Relays         | Chorzów    | sztafeta mieszana  | 1. miejsce | 3:03,45 |
| 2021 | Igrzyska olimpijskie           | Tokio      | bieg na 800 m      | eliminacje | 1:46,03 |
| 2021 | Igrzyska olimpijskie           | Tokio      | sztafeta 4 × 400 m | 2. miejsce | 2:57,11 |
| 2022 | Halowe mistrzostwa świata      | Belgrad    | sztafeta 4 × 400 m | 3. miejsce | 3:06,90 |
| 2022 | Halowe mistrzostwa świata      | Belgrad    | bieg na 800 m      | eliminacje | 1:49,80 |
| 2022 | Mistrzostwa świata             | Eugene     | sztafeta mieszana  | 2. miejsce | 3:09,90 |
| 2022 | Mistrzostwa świata             | Eugene     | bieg na 800 m      | półfinał   | 1:46,70 |
| 2022 | Mistrzostwa Europy             | Monachium  | bieg na 800 m      | półfinał   | 1:47,64 |
| 2023 | Halowe mistrzostwa Europy      | Stambuł    | bieg na 800 m      | eliminacje | 1:48,50 |
| 2024 | Halowe mistrzostwa świata      | Glasgow    | sztafeta 4 × 400 m | 3. miejsce | 3:04,25 |
| 2025 | Halowe mistrzostwa Europy      | Apeldoorn  | sztafeta 4 × 400 m | 1. miejsce | 3:04,95 |
| 2025 | Halowe mistrzostwa Europy      | Apeldoorn  | sztafeta mieszana  | 1. miejsce | 3:15,63 |

## Rekordy życiowe
- bieg na 200 metrów (stadion) – 22,23 (2018)
- bieg na 400 metrów (stadion) – 45,83 (2019)
- bieg na 400 metrów (hala) – 46,06 (2021)
- bieg na 600 metrów (stadion) – 1:16,08 (2018)
- bieg na 600 metrów (hala) – 1:17,73 (2020)
- bieg na 800 metrów (stadion) – 1:44,14 (2022)
- bieg na 800 metrów (hala) – 1:46,36 (2023)
- bieg na 1500 metrów (stadion) – 3:52,33 (2023)